# František Cejnar
František Cejnar (1895–1948) csehszlovák nemzetközi labdarúgó-játékvezető.

## Pályafutása

### Nemzeti játékvezetés
A játékvezetői vizsgát letéve egyre több mérkőzést vezetett, sportvezetőinek javaslatára lett országos játékvezető. Az aktív nemzeti játékvezetéstől 1934-ben vonult vissza.

### Nemzetközi játékvezetés
A Csehszlovák labdarúgó-szövetség Játékvezető Bizottsága (JB) 1923-ban terjesztette fel nemzetközi játékvezetőnek, a Nemzetközi Labdarúgó-szövetség (FIFA) bíróinak keretébe. Több nemzetek közötti válogatott és klubmérkőzést vezetett, vagy működő társának segített partbíróként. A csehszlovák nemzetközi játékvezetők rangsorában, a világbajnokság-Európa-bajnokság sorrendjében többedmagával a 25. helyet foglalja el 1 találkozó szolgálatával. Az aktív nemzetközi játékvezetéstől 1934-ben  búcsúzott. Válogatott mérkőzéseinek száma: 17.

#### Világbajnokság
A világbajnoki döntőhöz vezető úton Olaszországba a II., az 1934-es labdarúgó-világbajnokságra a FIFA JB bíróként alkalmazta.
| Időpont           | Helyszín             | Mérkőzés típusa           | Mérkőzés          | Eredmény | Nézők száma |
| ----------------- | -------------------- | ------------------------- | ----------------- | -------- | ----------- |
| 1934. március 25. | Práter Stadion, Bécs | előselejtező (4. csoport) | Ausztria–Bulgária | 6 : 1    | 25 000      |

#### Skandináv Bajnokság
1924-1928 között zajló (Északi Kupa) bajnokság egyik meghívott játékvezetője.
| Időpont         | Helyszín                    | Mérkőzés típusa | Mérkőzés            | Eredmény | Nézők száma |
| --------------- | --------------------------- | --------------- | ------------------- | -------- | ----------- |
| 1926. június 9. | Központi Stadion, Stockholm | éves forduló    | Svédország–Norvégia | 3 : 2    | 13 500      |

#### Olimpia
Az 1924. évi nyári olimpiai játékok labdarúgó tornáján a FIFA JB kifejezetten partbíróként foglalkoztatta. Partbírói mérkőzéseinek száma olimpián: 2.
| Időpont         | Helyszín                 | Mérkőzés típusa    | Mérkőzés              | Játékvezető         | Eredmény | Nézők száma |
| --------------- | ------------------------ | ------------------ | --------------------- | ------------------- | -------- | ----------- |
| 1924. május 25. | Pershing Stadion, Párizs | első forduló       | Litvánia–Svájc        | Antonio Scamoni     | 0 : 9    | 8 110       |
| 1924. május 29. | Központi Stadion, Párizs | egyik nyolcaddöntő | Egyiptom–Magyarország | Luis Colina Álvarez | 3 : 0    | 4 371       |

#### Nemzetközi kupamérkőzések
Vezetett Kupa-döntők száma: 1.

##### Közép-európai kupa
A Mitropa Cup sorozatokban többször kapott bírói feladatokat. 
| Időpont             | Helyszín                                  | Mérkőzés típusa        | Mérkőzés                            | Eredmény | Nézők száma |
| ------------------- | ----------------------------------------- | ---------------------- | ----------------------------------- | -------- | ----------- |
| 1929. június 23.    | Hungária körúti Stadion, Budapest         | selejtező              | Hungária–First Vienna FC            | 1 : 4    | 7 000       |
| 1932. június 29.    | Comunale Benito Mussolini Stadion, Torino | selejtező              | Juventus FC–Ferencváros             | 4 : 0    | 12 000      |
| 1933. szeptember 8. | Prater Stadion, Bécs                      | döntő második mérkőzés | FK Austria Wien–AS Ambrosiana-Inter | 3 : 1    | 58 000      |
| 1935. június 23.    | Hungária körúti Stadion, Budapest         | selejtező              | Hungária–WSC Admira Wien            | 7 : 1    | 6 000       |

## Magyar vonatkozás
| Időpont           | Helyszín                 | Mérkőzés típusa          | Mérkőzés              | Eredmény | Nézők száma |
| ----------------- | ------------------------ | ------------------------ | --------------------- | -------- | ----------- |
| 1925. május 5.    | Hohe Warte Stadion, Bécs | 106. válogatott mérkőzés | Ausztria–Magyarország | 3 : 1    | 43 000      |
| 1927. április 10. | Hohe Warte Stadion, Bécs | 121. válogatott mérkőzés | Ausztria–Magyarország | 6 : 0    | 42 000      |

## Külső hivatkozások
- František Cejnar. World Referee. [2012. június 10-i dátummal az eredetiből archiválva]. (Hozzáférés: 2012. május 22.)
- František Cejnar. footballzz.com. (Hozzáférés: 2012. május 22.)
- František Cejnar. scoreshelf.com. [2016. március 11-i dátummal az eredetiből archiválva]. (Hozzáférés: 2012. május 22.)
- František Cejnar. eu-football.info. (Hozzáférés: 2012. május 22.)
- František Cejnar. iffhs.de. (Hozzáférés: 2012. május 22.)

| Elődje: Klug Frigyes | KEK döntő 1932 | Utódja: William Walter Walden (angol) |